# آدم ميلنر
آدم ميلنر (بالإنجليزية: Adam Milner)‏ هو لاعب دوري الرغبي بريطاني، ولد في 19 ديسمبر 1991 في ويكفيلد في المملكة المتحدة.